# 塔德乌什·柯斯丘什科
安杰伊·塔德乌什·博纳文图拉·柯斯丘什科（發音：[ˈandʐɛj taˈdɛ.uʐ bɔnavɛnˈtura kɔɕˈt͡ɕuʂkɔ] ⓘ；1746年2月4日—1817年10月15日），一译科希丘什科，波兰军队领导人，波兰、立陶宛、白俄罗斯和美国的民族英雄， 擔任国家武装部队（波兰语：Najwyższy Naczelnik Siły Zbrojnej Narodowej）最高司令领导了反抗俄罗斯帝国和普鲁士王国的柯斯丘什科起义。
在领导1794年起义之前，他作为大陆军上校参加美国独立战争。1783年，大陆会议为感谢他对大陆军的全心投入，升他为准将，而柯斯丘什科也加入美国籍。
在波兰语中，人们常用Tadeusz Kościuszko，而全称Andrzej Tadeusz Bonawentura Kościuszko也可以看到。在立陶宛语中，柯斯丘什科的名字译为Tadas Kosciuška或Tadeušas Kosciuška。在白俄罗斯语中，被译为Тадэвуш Касцюшка。

## 生平

### 早年

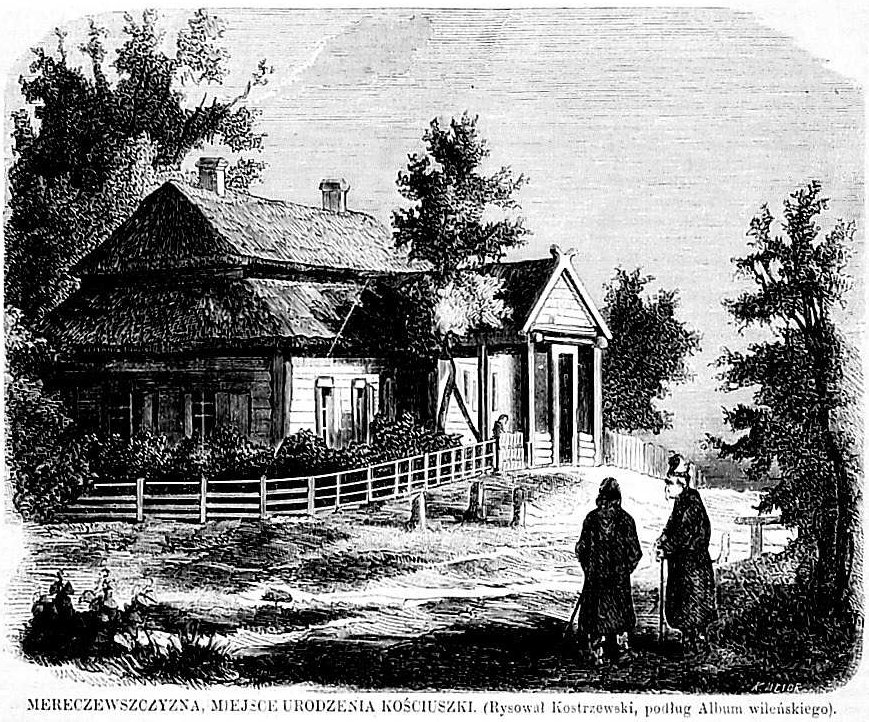
柯斯丘什科的出生地

家徽

柯斯丘什科出生在科萨瓦镇附近的梅雷乔夫什奇兹纳村（现已荒废）。这个地方地处波兰立陶宛联邦的立陶宛大公国。他是波兰贵族卢德维克·塔得乌什·柯斯丘什科和泰克拉·尼·拉托姆斯卡的儿子。他的家族可以追溯至立陶宛和鲁塞尼亚的贵族家庭， 和15至16世纪国王齐格蒙特一世的朝臣孔斯坦蒂·菲奥多罗维奇·柯斯丘什科。在他出生的时候，他的家族在大公国拥有中等的土地。他的母语也许是白俄罗斯语，他也分别在东正教和罗马天主教教堂中受洗。作为双重受洗的结果，他拥有两个名字：安杰伊和塔得乌什。
在1765年国王斯坦尼斯瓦夫·奥古斯特·波尼亚托夫斯基成立骑士学校，以培养军官和官员。柯斯丘什科在1765年12月18日时应征入伍，成为学生军的一员。自从学校和军事课程一样重视博雅教育后，他也学习了世界历史、波兰历史、哲学、拉丁语、波兰语、德语、法语，以及法学、经济学、地理学、计算、几何和工程学。在毕业典礼中，他晋升为上尉。

### 法国
在1769年柯斯丘什科和他的同行奥尔沃夫斯基获得了王室奖学金，在10月5日他们动身前往巴黎。在那里柯斯丘什科短暂地在美术学院就读，但是不久他就认为当画家不是他的梦想。因为他是外国人，他无法申请在任何法国陆军军官学院就读，而他也缺少学习工程学的资金。但是在法国的五年多来，柯斯丘什科作为走读生受教，经常在巴黎陆军学院听演讲，光顾陆军学院图书馆。他在那里接触的启蒙运动，再加上波兰立陶宛联邦的宗教宽容政策，让他后来拥有巨大的影响力。

### 第一次回波兰
因为1772年的第一次瓜分波兰，邻国俄罗斯、普鲁士和奥地利获得了波兰立陶宛联邦的大片领土，并在被削弱的波兰和立陶宛的内政中获得了影响力。波兰立陶宛联邦被迫裁军至10000人左右，在1774年柯斯丘什科最终回到波兰时，军队已经容不下他了。他在一名省总督的家中当了家庭教师，并与他的学生卢德维卡·索斯诺夫斯卡相爱了。他们私奔了，但是被卢德维卡的父亲的仆人赶上了。柯斯丘什科决定与仆人斗殴——这可能让他在后来厌恶等级差别。在1775年秋，他决定移居国外。

### 德累斯顿与巴黎
在1775年末，柯斯丘什科抵达德累斯顿，在那里他想进入萨克森宫廷，或是进入选帝侯的军队。但到后来，他被萨克森拒绝，他决定回到巴黎。在那里他听到了美国独立战争爆发的消息，这是北美的英属殖民地反抗英国王室，开始为独立而战的战争。美国的第一场胜仗被完全宣传到法国，革命得到了法国人民的公然赞同，他们的政府也支持殖民地人民。

### 美国独立战争
柯斯丘什科孤身前往美洲，并在1776年8月30日，他向大陆会议介绍了一件纪念品。他起初以一名志愿者为大陆军提供服务，但在1776年10月18日，会议授予他为大陆军的工兵上校。“一个叫做阿格里帕·赫尔的黑奴被分配给柯斯丘什科，但是赫尔最后自由了。”在亲王亚当·卡齐米日·恰尔托雷斯基和查尔斯·李的推荐下，柯斯丘什科被任命为大陆军的工兵主任。

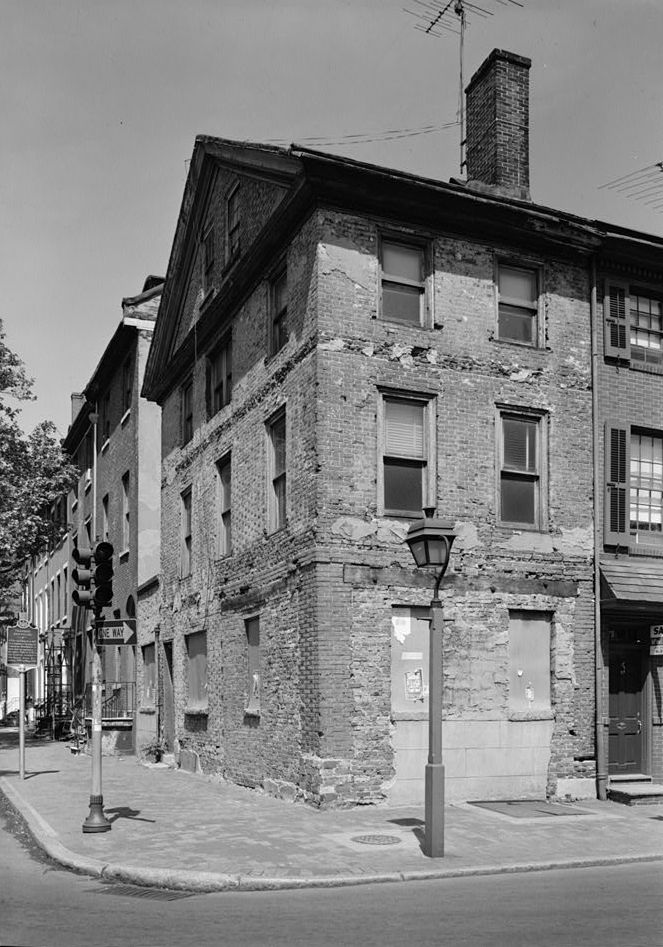
位于费城的塔得乌什·柯斯丘什科的住处

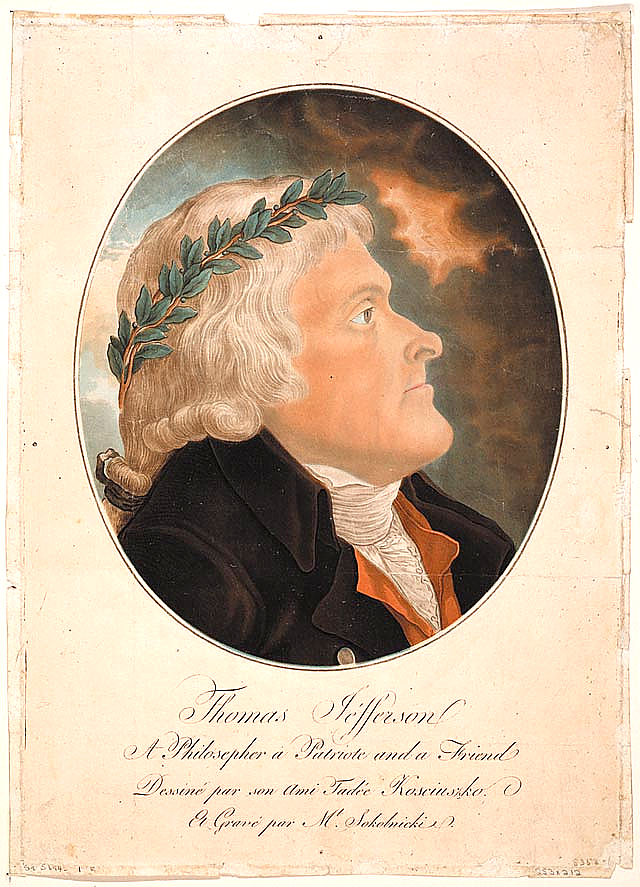
柯斯丘什科画的托马斯·杰斐逊

他被送到宾夕法尼亚与当地的大陆军合作。抵达后不久，他阅读了美国独立宣言。柯斯丘什科被这份宣言打动了，因为在这份宣言中有他希望的所有东西；事实上，柯斯丘什科如此的被这份宣言打动让他与宣言的主要作者托马斯·杰斐逊会面。两位在几个月后在弗吉尼亚见面。在花一整天的时间讨论哲学和他们其他的共同兴趣后，他们成为了十分亲密的朋友。柯斯丘什科多次成为了蒙蒂塞洛的座上宾，并在那里逗留了很长时间。
柯斯丘什科在美洲的第一项任务是修筑费城的防御工事。他修筑的第一座建筑是比尔灵斯波特要塞。 在1776年9月24日，柯斯丘什科被任命去修筑特拉华河河岸的防御工事，以抵御可能来临的英国人的进攻。在1777年春他被调到霍雷肖·盖茨靡下的北方军服役。作为军队的工兵主任，他指挥沿着殖民地与加拿大的边界建造了几座要塞，加固了军营。他的防御工事让大陆军在1777年成功从提康德罗加撤退，在萨拉托加取得胜利。
战后，柯斯丘什科被认为是在美国服役的最佳工程师之一，乔治·华盛顿给他在西点要塞的军事工程指挥权。之后他被转到南方军服役，在那里他也建筑坚固的防御工事让美国取得胜利。
在七年服役生涯后的1783年10月13日，柯斯丘什科被国会晋升为准将。他也成为了美国公民并得到了一点土地，也被许可加入有声望的辛辛那提协会和美国哲学会。当他离开美国的时候，他立了最后遗嘱，任命托马斯·杰斐逊为遗嘱执行人，将他留在美国的财产为包括杰斐逊的黑奴买自由权，并教授他们自力更生的能力。柯斯丘什科死后的几年，杰斐逊提出没法担当遗嘱执行人，这件事遭到了废奴主义者威廉·劳埃德·加里森和杰斐逊历史学家梅里尔·彼得斯的反对。在1852年，美国最高法院授予柯斯丘什科的后代庄园。

### 重返波兰

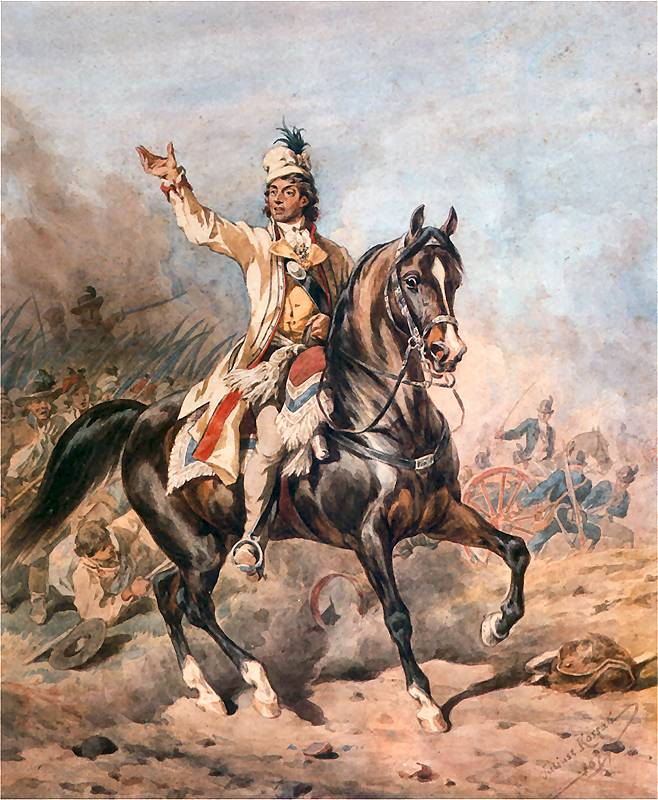
柯斯丘什科，由尤柳什·科萨克绘制

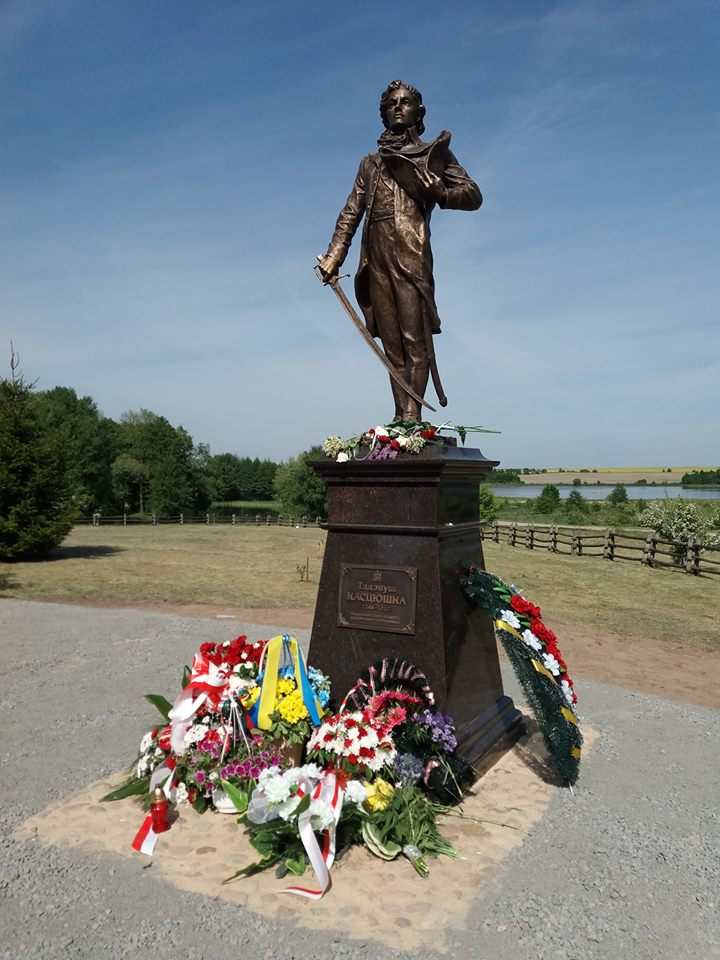
白俄羅斯紀念碑

在1784年7月，柯斯丘什科动身返回波兰，他在8月12日抵达波兰。他在谢赫诺维切村安定了下来。由塔得乌什的姐夫管理的房地产带来了虽小，但很稳定的收入来源，柯斯丘什科将农奴强迫劳役的时间缩短为一周两次，同时完全免除对女性农奴的奴役。这个举动被当地施拉赤塔（贵族）看作是柯斯丘什科危险的自由主义的迹象。
在那时波兰的内部形势正发生着激烈的变化。一个由政治家构成的强大，但依然非正式的组织强调对国家的改革和巩固的必要性。知名政治作家，像斯坦尼斯瓦夫·斯塔希茨和胡戈·科万塔伊构思给予农奴和市民更多权利，并加大中央权利的意见。这些主意获得了一大部分想要抵抗外国指令与对波兰的内政干预的贵族的支持。
最后1788年至1792年的四年瑟姆开始了必要的改革。议会第一条法令的一项是建立一支100000名士兵构成的强大军队保卫波兰边疆，抵御其好侵略的邻国。柯斯丘什科看到这是回到军队服役的机会，而且在战场上效力于祖国他有最多的经验。他申请参军，在1789年10月12日，王室提名他为少将。依其身份，他每年可以领取12000兹罗提的高薪，他的资金困难问题就此消除。
波兰内政和现代欧洲第一部成文宪法，仅次于美国的世界第二部成文宪法五三宪法的改革，被投降派看做是对他们在波兰政治上的影响力的威胁。在1792年5月14日，保守权贵组建请求俄罗斯女皇叶卡捷琳娜二世帮助推翻宪法的塔戈维查联盟。在1792年5月18日，一支100000人构成的俄罗斯军队穿过波兰边界朝华沙进发，这就引发了1792年波俄战争。

### 保卫宪法

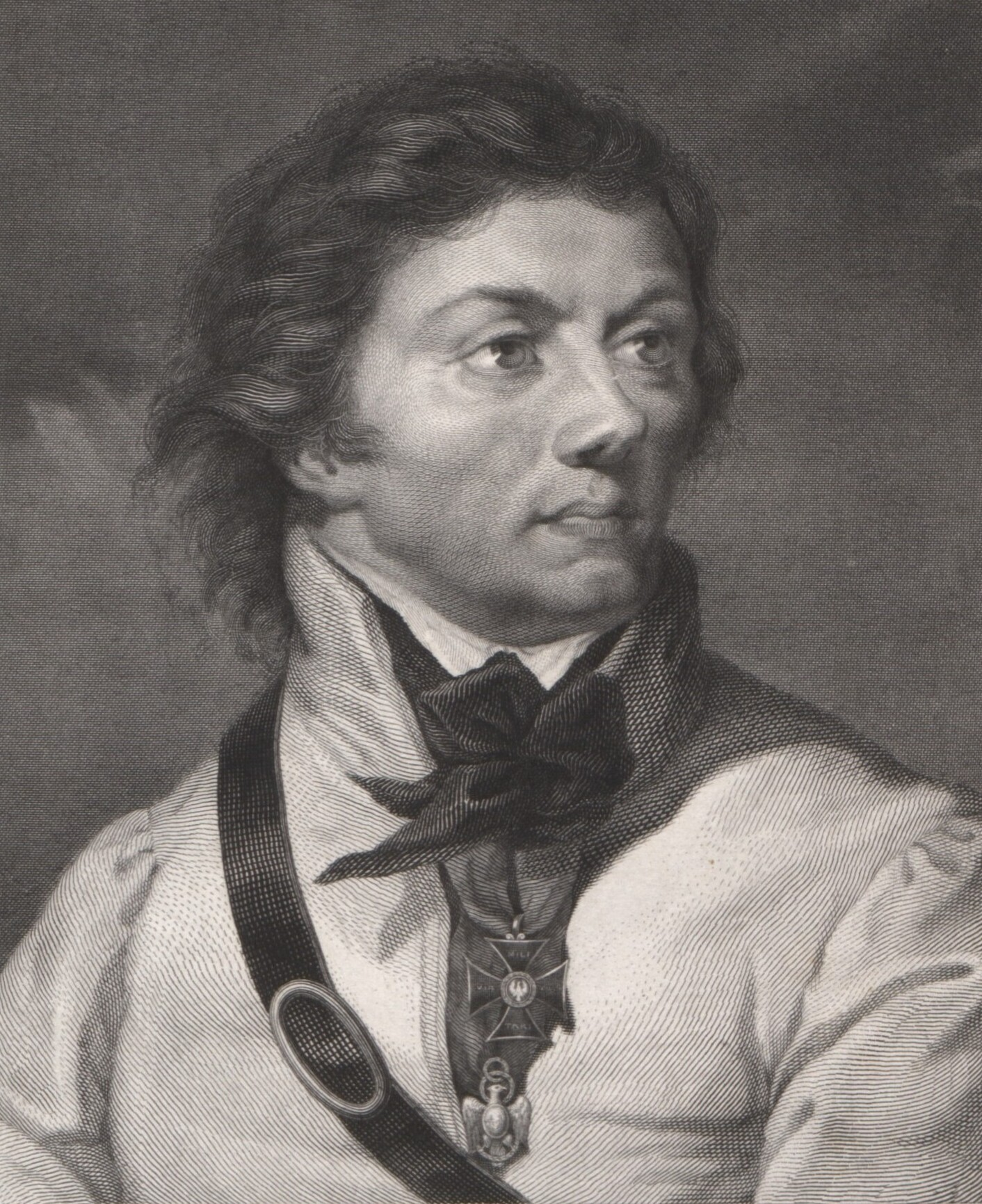
柯斯丘什科佩戴勇敢徽章

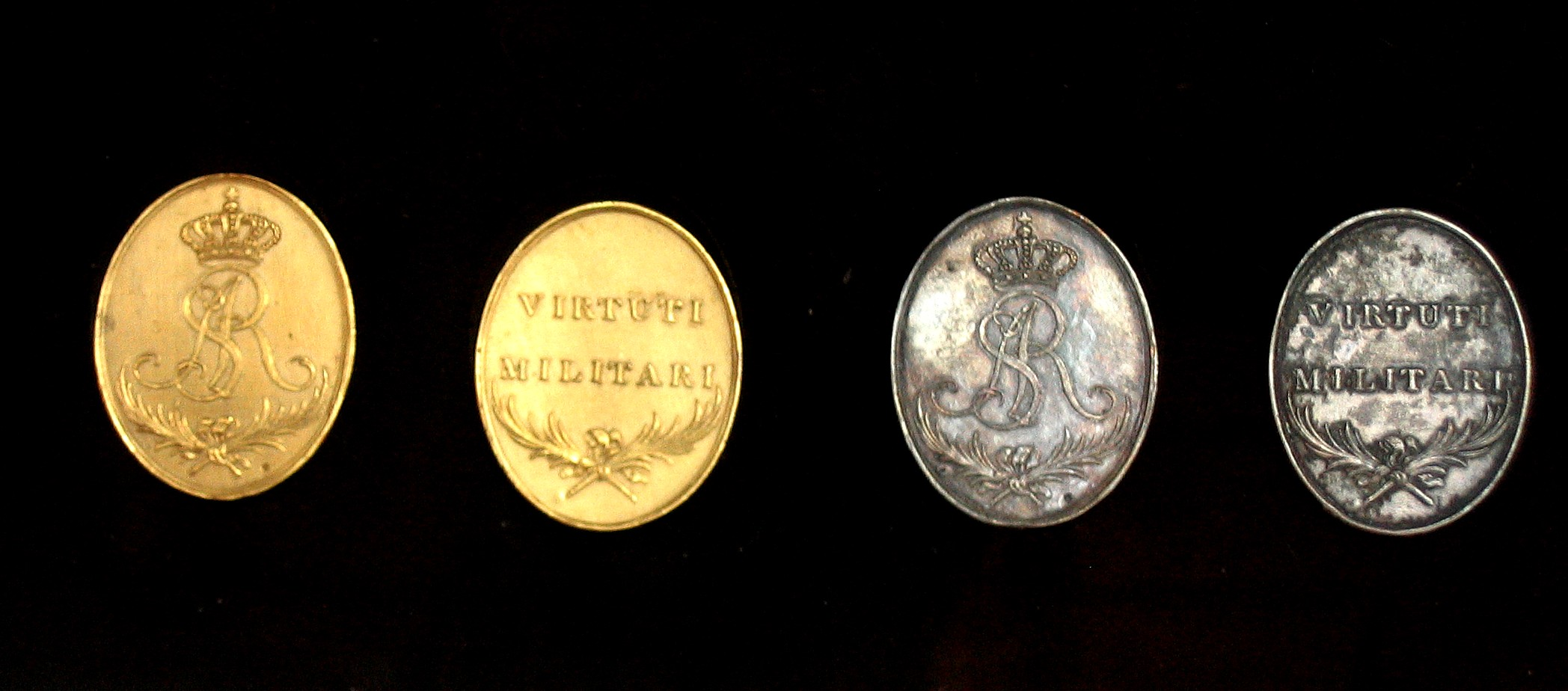
1792年的勇敢徽章

虽然由于经济的问题，组织一支由100000人构成的波兰军队的计划没有问题，但是波兰军队训练得很好，并已经准备好打仗了。
在俄罗斯入侵波兰之前，柯斯丘什科被任命为亲王约泽夫·波尼亚托夫斯基的第3王冠领地步兵师的副师长。在亲王于1792年月成为整个波兰军队的总司令的时候，柯斯丘什科自动晋升为师长。
在普鲁士背叛了其波兰盟友后，立陶宛军队也没有前进的俄军。波兰军队太过于弱小，以至于不能进攻向乌克兰进军的敌人，波兰军队撤退到布格河西岸，在那里波兰军队得到了重组，并开始反攻。因为杰莱尼采战役（1792年6月18日）的胜利，柯斯丘什科成为了第一批被授予新创造的，也是直到今天都是波兰最高勋章的勇敢徽章的人之一。
在接下来的沃齐梅日（1792年7月17日）和杜宾卡（7月18日）战役中，柯斯丘什科都击退了在数量上优胜于波兰军队的敌人，并被认作当时波兰最辉煌的军事指挥官之一。在1792年8月1日，国王斯坦尼斯瓦夫·奥古斯特·波尼亚托夫斯基将他晋升为中将。但在提名到达柯斯丘什科在谢切胡夫的军营前，国王已经加入了塔戈维查联盟并向俄罗斯投降。

### 流亡

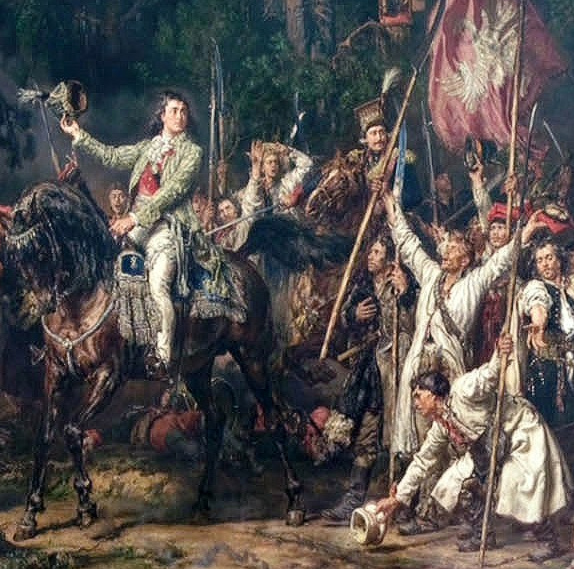
柯斯丘什科在拉茨瓦维奇（1794年4月4日柯斯丘什科起义期间）。扬·马特耶科一幅画的一部分。

国王的投降对在战争中没吃败仗的柯斯丘什科而言是一个沉重的打击。同时，他跟随很多其他有名的波兰指挥官和政治家逃到德累斯顿，后来又逃到莱比锡，在那里流亡者筹划了一次在波兰反抗俄国统治的起义。以伊格纳奇·波托茨基和胡戈·科万塔伊为首的政治家试图联系在波兰的同样的反对组织，并在1793年春包括伊格纳奇·加温斯基的其他政治家及革命者加入了这个组织。
在1792年8月26日，法国议院授予柯斯丘什科法国荣誉公民称号，以纪念他为了他祖国的自由而战，以及他平等和自由主义的思想。在莱比锡待了两周后，柯斯丘什科前往巴黎，在那里他希望赢得法国人对波兰起义计划的支持。
在1793年，普鲁士和俄罗斯开始第二次瓜分波兰，并在6月17日在格罗德诺议会得到通过。这样的结果對塔戈维查联盟之成员來說是巨大的打击，但是现在他们被波兰的大多数人看做是卖国贼（塔戈维查联盟本意是想保卫波蘭权贵歷史悠久的特权，因此誤信俄國女沙皇保障領土安全的承諾）。遭到再次瓜分后，波兰成为了面积大约为200000平方千米，人口大约为四百万的小国。領土崩潰與经济崩溃使得仇外情緒普遍化，支持起义的人数迅速增长，特别是塔戈维查联盟的信用破產之後，國內就没有大的起义反对者了。
在1793年6月，柯斯丘什科筹划了一次全国起义，动员所有的军队，发起对俄罗斯的战争。在波兰的进展很慢，他决定推迟起义。但是波兰的局势迅速变化。俄罗斯和普鲁士征服强迫波兰再次解散武装军队的大部分，并将裁减的士兵征募到俄罗斯军队中。而且在3月俄国在波兰的驻军和大使发现华沙的革命组织，并开始逮捕著名波兰政治家和司令。柯斯丘什科被迫提前起义，并在1794年3月15日他动身回到克拉科夫。

### 起义

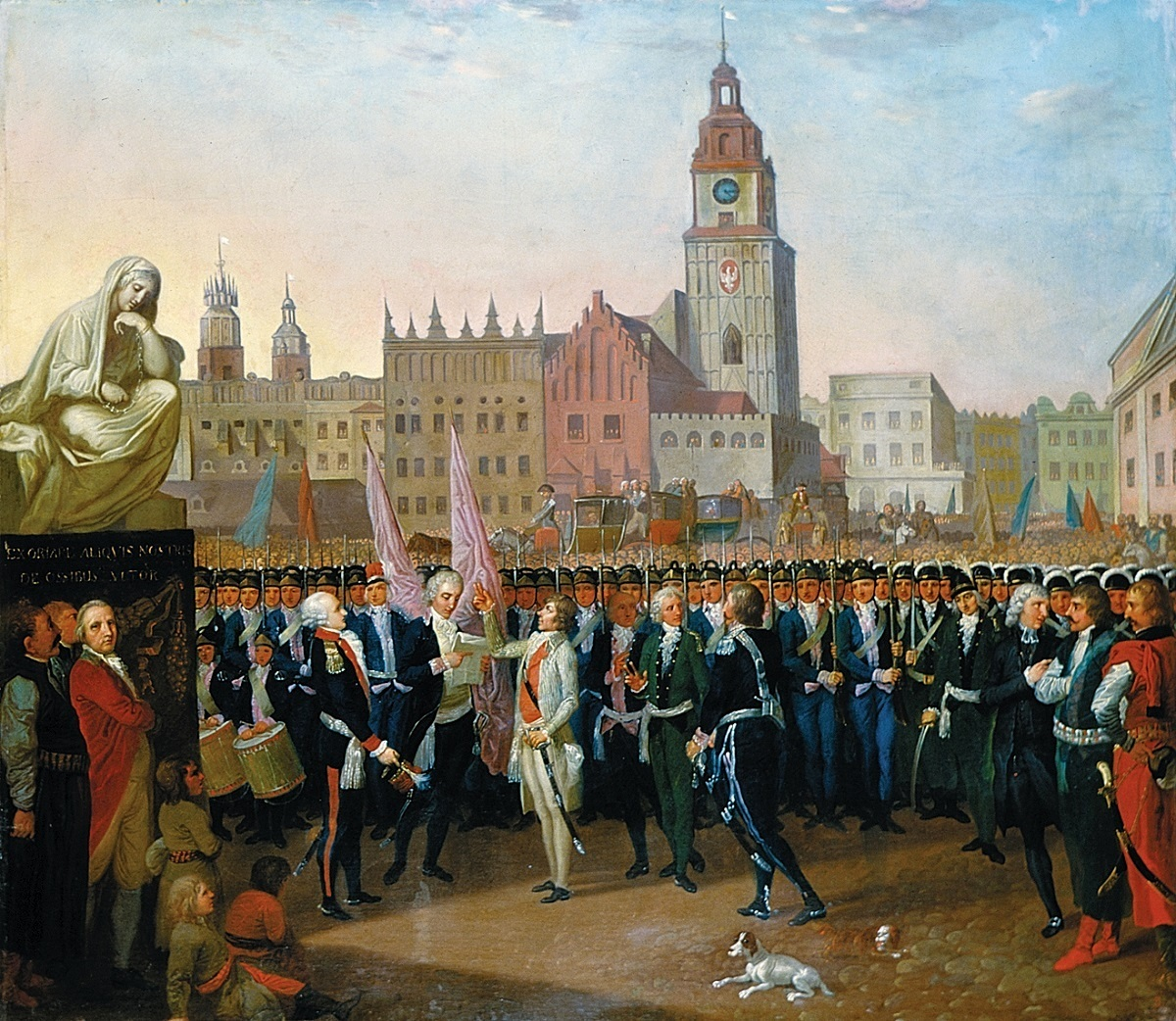
柯斯丘什科在1794年3月24日于克拉科夫市集广场宣誓

在起义中，柯斯丘什科成为对抗俄罗斯驻军的所有波兰立陶宛军队的总司令。他在華沙起義的勝利後，於5月7日发表了著名的波瓦涅茨宣言。在拉茨瓦维茨战役之后的几场胜仗后，他在马切约维奇战役中负伤，被俄军俘虏，俄军将他带到圣彼得堡奥尔洛夫亲王的马尔波宫軟禁。起义在华沙围攻战后宣布结束。

### 晚年

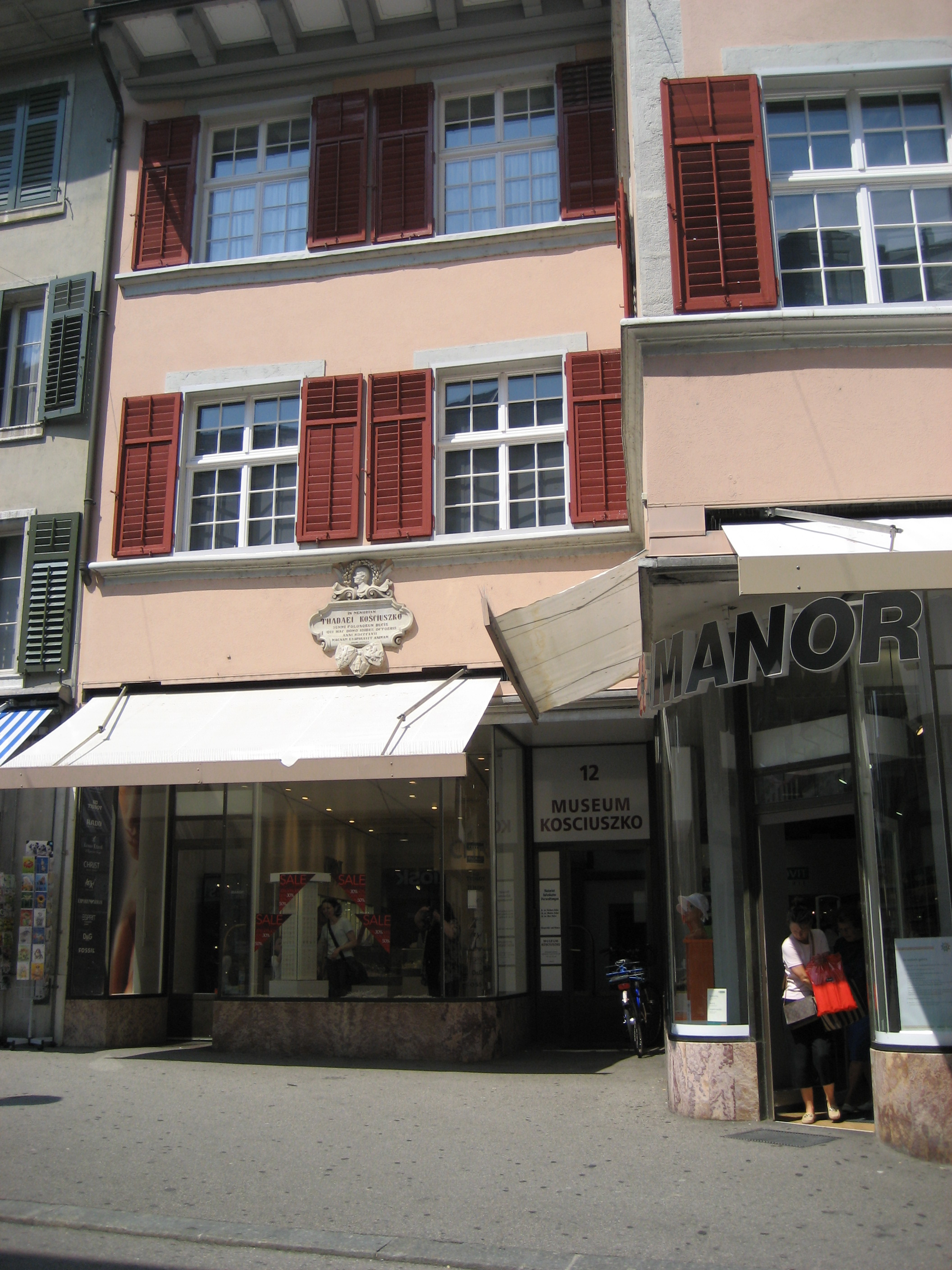
柯斯丘什科晚年在索洛图恩居住的屋子

在1796年沙皇保罗一世將其赦免並釋放。作为交换，柯斯丘什科宣誓对沙皇忠诚，保罗一世同時釋放了囚禁在俄罗斯各地监狱的20,000名波兰政治犯，并将他们流放至西伯利亚。沙皇给了柯斯丘什科12,000卢布，波兰领导人尝试在1798年回去；但是沙皇不肯将它认作“来自卖国贼的钱”被换回来。 
柯斯丘什科迁居到美国，但在翌年回到欧洲，在1798年在巴黎附近的布雷维尔定居下来。他依然专心于波兰的事业，他加入建立波蘭流亡政府，并在1799年的10月17日与11月6日会见了拿破仑·波拿巴。但是拿破崙将柯斯丘什科认作是“高估其在波兰的影响力”的“傻子”（见于1807年拿破仑写给富歇的信），因此兩人未达成任何协议。
柯斯丘什科在法国的波兰流亡者社群中仍然保持在政治上的活跃，并在1799年成为了波兰共和主义者协会的创办会员。但是他没有回到祖國，只加入了与拿破仑联合的重生的波兰军队。相反，在1815年拿破仑帝国覆灭后，他在布拉瑙会见了俄罗斯沙皇亚历山大一世。为了回报亚历山大一世可能的接待，柯斯丘什科要求社会改革，增加波兰的领土，他希望波兰的领土向东直到德维纳河和第聂伯河。 

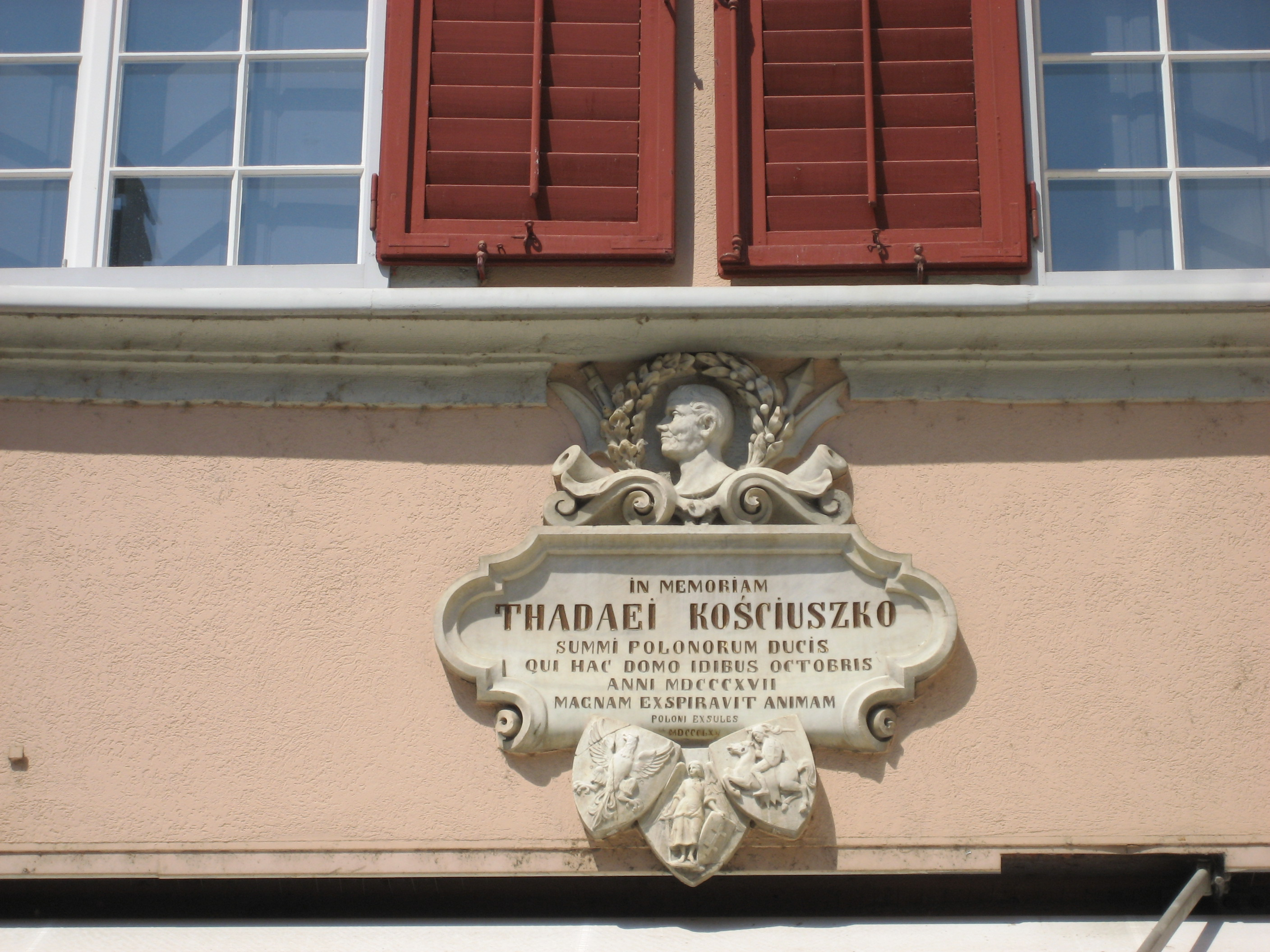
柯斯丘什科在索洛图恩的屋子上的牌匾，在上面写着柯斯丘什科“放弃了他伟大的灵魂”。

亚历山大请柯斯丘什科来到华沙。但是不久后在维也纳，柯斯丘什科知道由沙皇建立的傀儡波兰议会王国甚至比华沙公国还小。柯斯丘什科悲憤地称这样的国家“是个笑话”；而且当他决定不再给沙皇回信时，他离开维也纳，来到了瑞士的索洛图恩，在他的市长朋友弗兰齐谢克·泽塔纳庇護下終老。亡國的恥辱和悲憤導致他晚年身體衰弱，柯斯丘什科在1817年10月15日死于伤寒症。
柯斯丘什科的遗体得到了妥善保存，并安葬在索洛图恩耶稣会教堂地下室中。他的内脏在进行尸体保存的过程中被移出遗体，除心脏外的内脏都分别埋葬在索洛图恩附近的楚赫维尔的坟场中，而他的心脏被铸在一个瓮中。在1818年，柯斯丘什科的遗体被转移到波兰克拉科夫瓦维尔主教座堂的地下室中，一个安葬波兰国王与民族英雄的先贤祠中。柯斯丘什科被安置在瑞士拉波斯维尔波兰博物馆的心脏在1927年和博物馆的其他馆藏送回华沙，心脏现在被安置在皇家城堡的附属教堂中。柯斯丘什科的其他内脏依然被埋葬在楚赫维尔，1820年时在那里树立了一座大纪念碑并且在现在人们可以参观，这座纪念碑在波兰纪念碑附属教堂附近。
1982年波蘭政府發行面額500元的紙鈔，就是以他為圖像。

## 参考资料

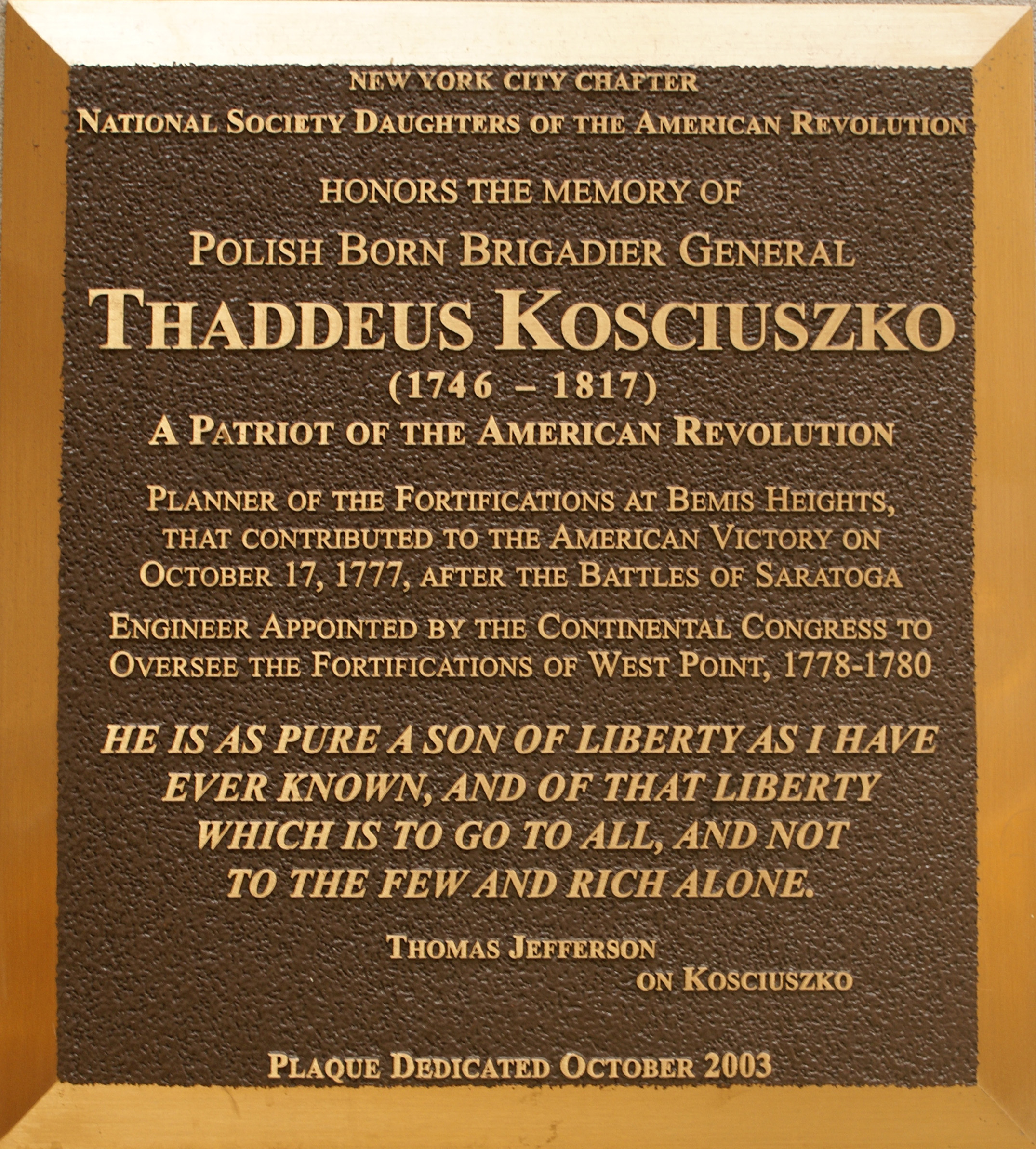
放置于曼哈顿，纪念柯斯丘什科的一块匾

## 脚注
1. ↑  Herbst, 1969 p. 430.
2. ↑  新华通讯社译名室 (编). . 北京: 中国对外翻译出版公司. 1993: 1541. ISBN 7-5001-0221-6.
3. 1 2 3  George A. Krol. . Belarusan-American Association, Inc.   [2009-02-24]. （原始内容存档于2011-07-18）.
4. ↑  Bartłomiej Szyndler, Powstanie kościuszkowskie 1794, Warszawa 1994, passim.
5. 1 2  . The Institute of World Politics.   [2009-07-03].[永久]
6. 1 2 3 4   32 (No. 1 - Spring 1986).   [2009-02-24]. （原始内容存档于2021-01-26）.
7. ↑  Tadeusz Korzon, Kościuszko, biografia z dokumentów wysnuta. Kraków, Warszawa, 1894.
8. ↑   (PDF). National Park Service.   [2009-07-03]. （原始内容存档 (PDF)于2021-02-01）.
9. ↑  Martin I.J. Griffin. . : 第133页.
10. ↑  Zacharias, Pat. . The Detroit News. （原始内容存档于2009-12-02）. |time=被忽略 (帮助)
11. ↑  Colimore, Edward. . Philadelphia Inquirer. 2007-12-10  [2009-07-17]. （原始内容存档于2007-12-12）.
12. ↑  由曼弗里德·克里德尔翻译的柯斯丘什科的美国最后遗嘱写道为了你们和我们的自由。
13. ↑  Gary B. Nash and Graham Russell Gao Hodges. . History News Network.   [2009-04-30]. （原始内容存档于2020-04-17）.
14. ↑  Feliks Koneczny - "Święci w dziejach Narodu Polskiego" （页面存档备份，存于）.
15. ↑  For your freedom and ours, the Kościuszko squadron, Olson&Cloud, 第22页, Arrow books ISBN 0-09-942812-1
16. ↑  （德语）Gemeinde Zuchwil （页面存档备份，存于）
17. ↑  .   [2009-07-18]. （原始内容存档于2021-02-01）.